# Sonate K. 422
La sonate K. 422 (F.368/L.451) en ut majeur est une œuvre pour clavier du compositeur italien Domenico Scarlatti.

## Présentation
La sonate K. 422, en ut majeur, notée Allegro, forme une paire avec la brillante sonate suivante (principalement à trois voix). L'ouverture fleurie de la main droite suggère un style grandiose, mais la réponse de la main gauche est déséquilibrée et la main droite étrangement silencieuse, ce qui donne une déconcertante texture à nu. Une section centrale apparaît (après le point d'orgue mesure 34) comme pièce maîtresse de chaque section. Elle est d'une virtuosité typique avec ses sixtes brisées montantes ou descendantes et des passages de gammes rapides.

## Manuscrits
Le manuscrit principal est le numéro 5 du volume X (Ms. 9781) de Venise (1755), copié pour Maria Barbara ; les autres sont Parme XII 12 (Ms. A. G. 31417) et Münster II 29 (Sant Hs 3965).

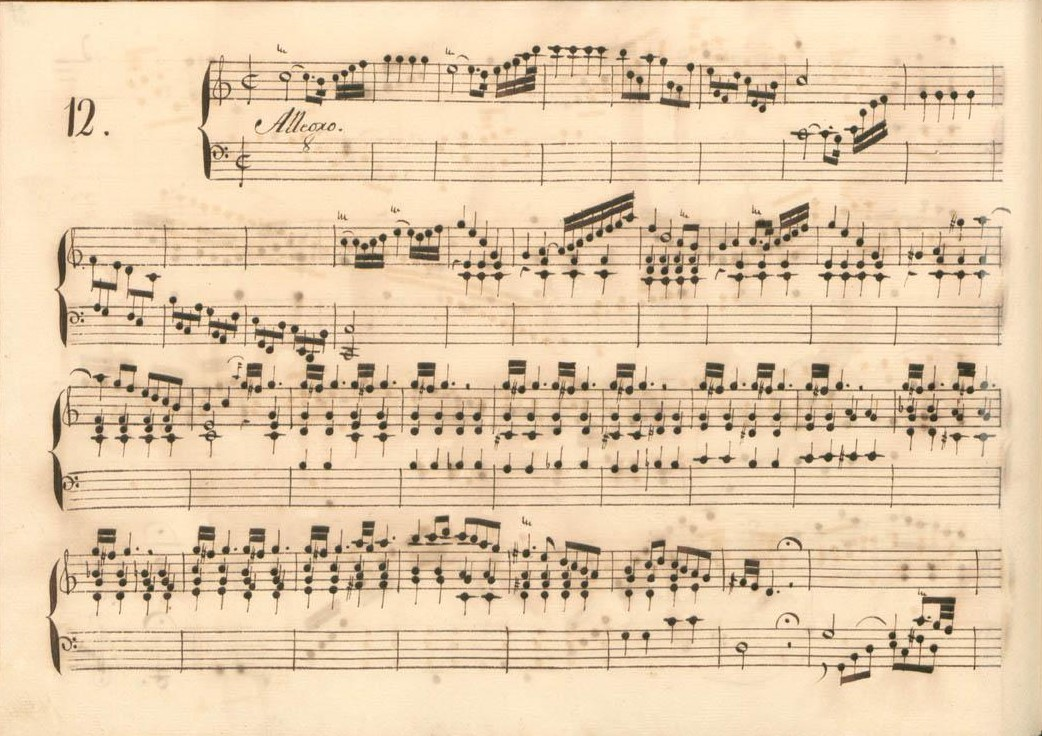
Parme XII 12.
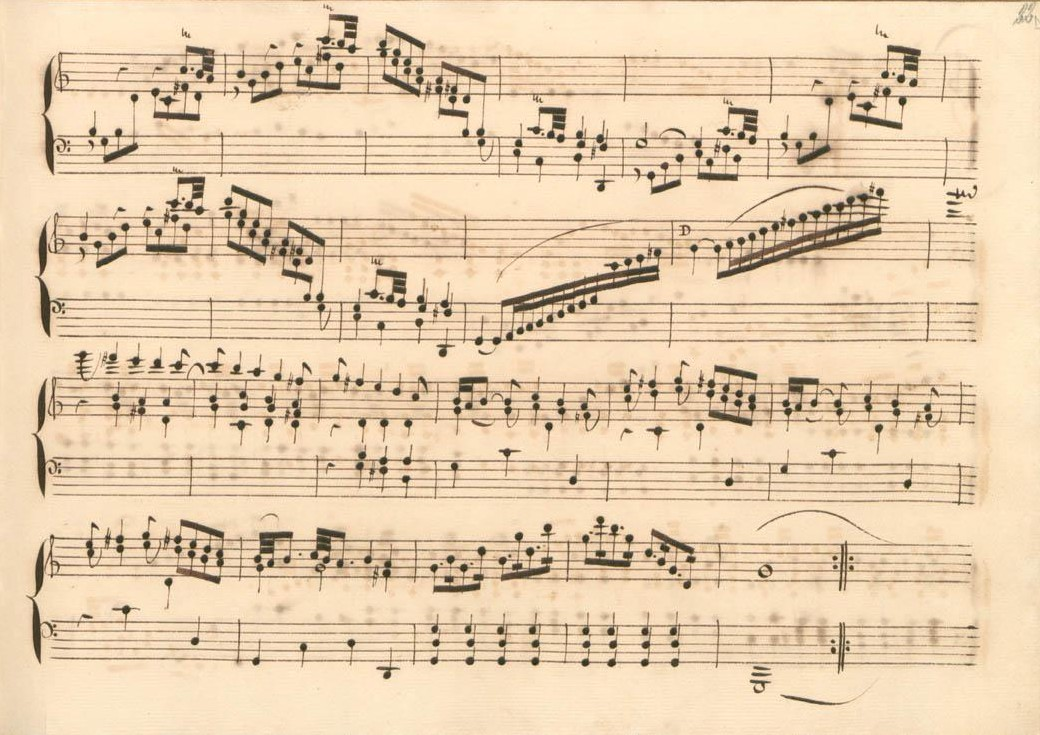
Parme XII 12 (fin de la première section).
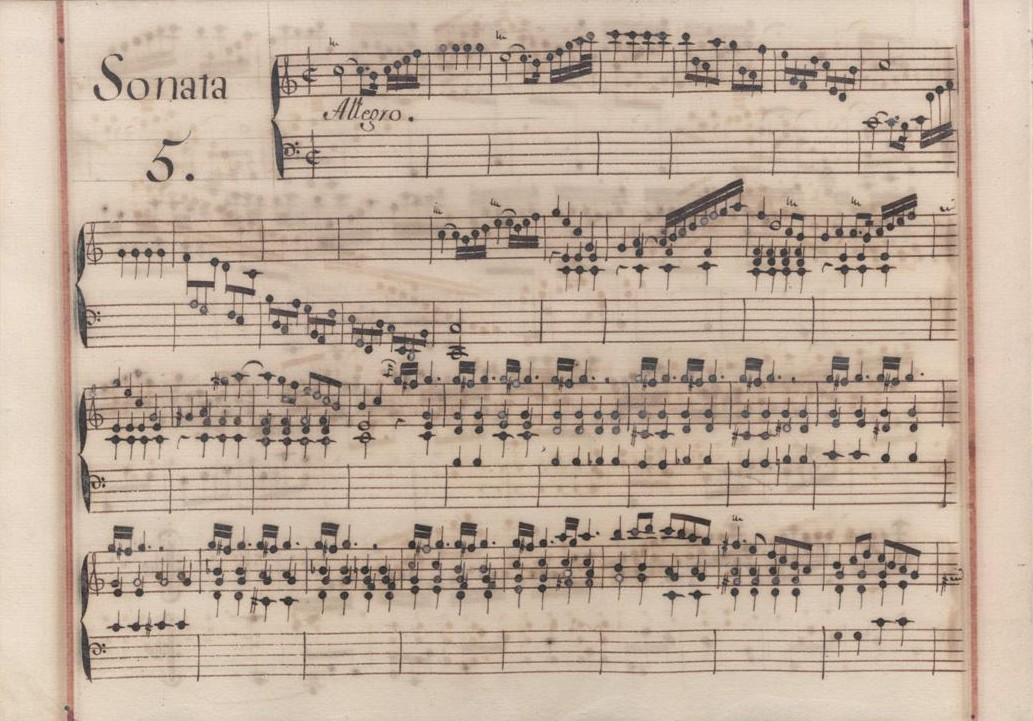
Venise X 5.
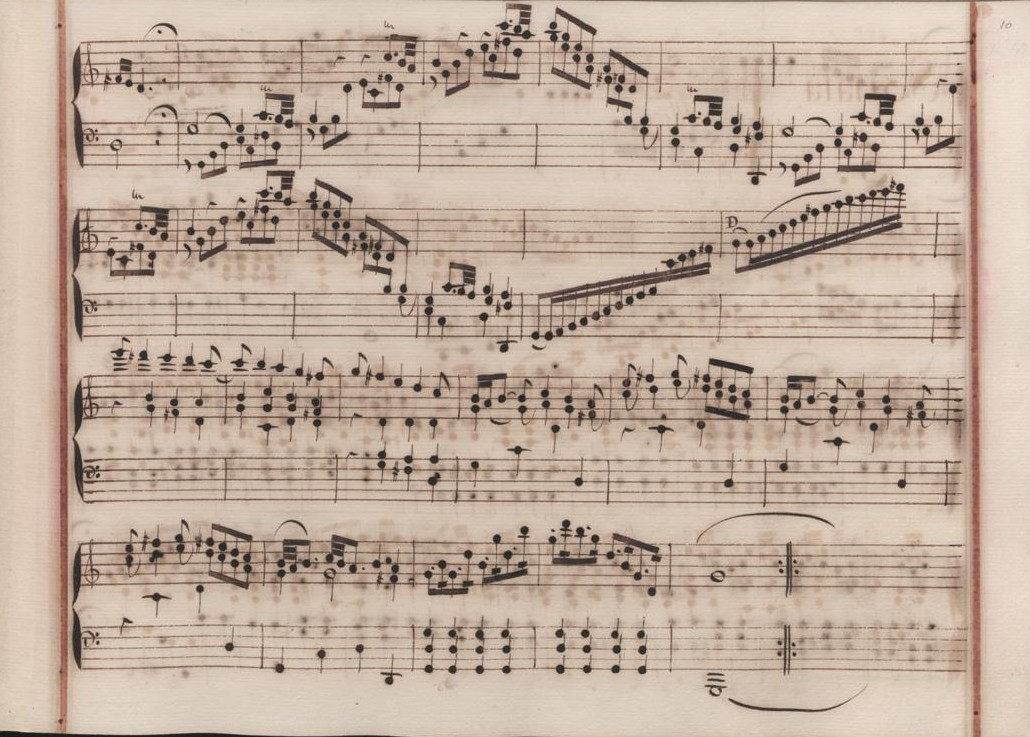
Venise X 5 (fin de la première section).
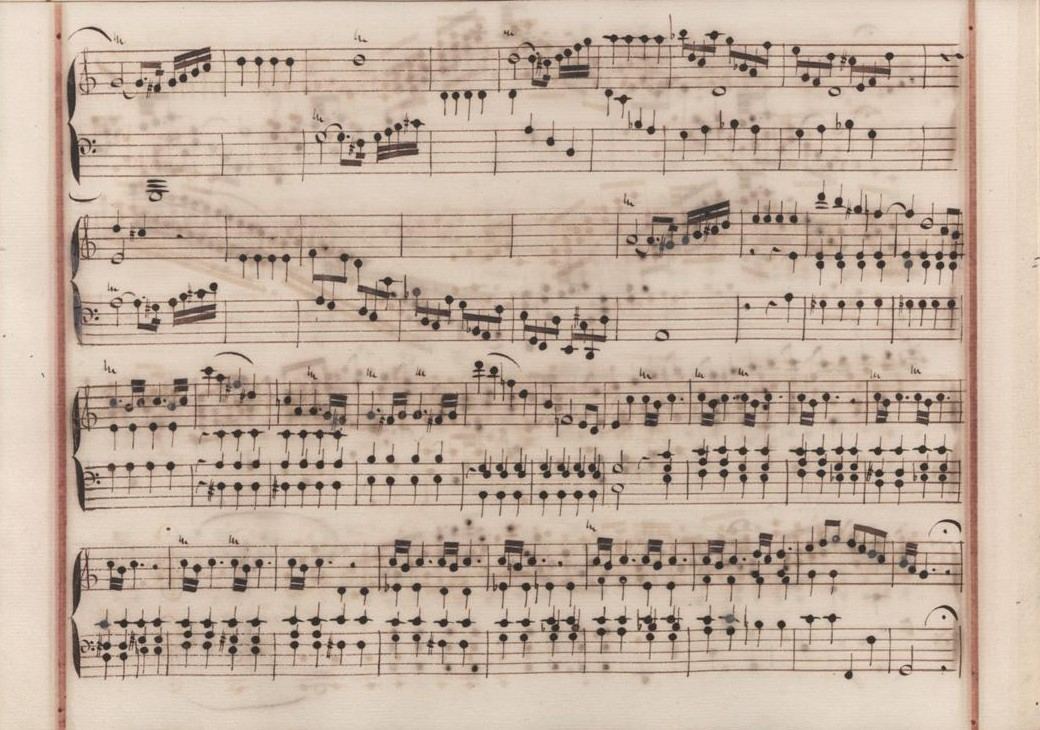
Venise X 5 (début de la seconde section).
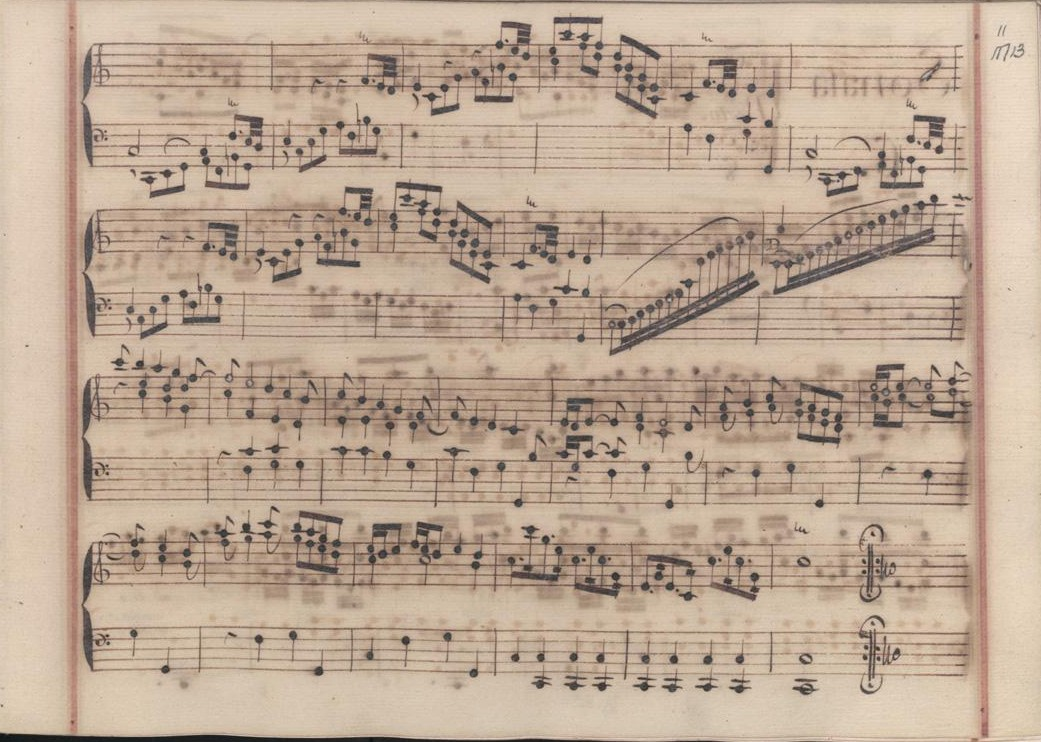
Venise X 5 (fin de la sonate).

## Interprètes
La sonate K. 422 est défendue au piano, notamment par Konstantin Scherbakov (2000, Naxos, vol. 7), Carlo Grante (2016, Music & Arts, vol. 5) ; au clavecin, elle est jouée par Scott Ross (1985, Erato), Richard Lester, clavecin et pianoforte (2003, Nimbus, vol. 4), Pieter-Jan Belder (Brilliant Classics, vol. 9) et Diego Ares (2011, Pan Classics).

## Sources
: document utilisé comme source pour la rédaction de cet article.
- Ralph Kirkpatrick (trad. de l'anglais par Dennis Collins), Domenico Scarlatti, Paris, Lattès, coll. « Musique et Musiciens », 1982 (1re éd. 1953 (en)), 493 p. (ISBN 978-2-7096-0118-4, OCLC 954954205, BNF 34689181).
- Alain de Chambure, « Domenico Scarlatti, Intégrale des sonates — Scott Ross », Erato/Éditions Costallat (2564-62092-2 (livret : 2292-45309-2)), 1985 (OCLC 891183737) .
- (en) W. Dean Sutcliffe, The Keyboard Sonatas of Domenico Scarlatti and Eighteenth-Century Musical Style, Cambridge / New York, Cambridge University Press, 2008, xi-400 (ISBN 978-0-521-07122-2, OCLC 1005658462, BNF 42017486, présentation en ligne).
- (en) Carlo Grante, « Domenico Scarlatti, intégrale des sonates pour clavier (vol. 5) », Music & Arts (CD-1294), 2017 (OCLC 1079366528) .